# Nicòstrat (autor tràgic)
Nicòstrat ('en grec Νικόστρατος Nikóstratos) va ser un actor tràgic grec, que va viure al segle V aC, i va florir als voltants de l'any 420 aC.
Suides el confon amb el Nicòstrat suposat fill d'Aristòfanes, però els modern autors consideren clarament que va ser un personatge diferent.